# 福楙
福楙（1857年—1888年），清朝官員，字幼農，号淄生，乌齐格里氏，蒙古正紅旗人。光緒六年（1880年）庚辰科進士。

## 任職履歷
- 光緒二年，丙子科举人，六年（1880年）中進士；同年五月，改翰林院庶吉士[2]。散館授編修。光緒十三年閏四月十九日（1887年6月10日），由詹事府少詹遷任詹事。光緒十四年二月十七日（1888年3月29日），授任內閣學士。同年逝世[1]。

## 家庭
- 妻子萨尔图克氏
- 女儿乌齐格里氏，光绪二十六年（1900年）四月，指婚醇亲王载沣。七月，庚子事变，与寡母一同自杀，年方十七[1]

## 書籍
- 趙爾巽等，《清史稿》
- 朱汝珍，《詞林輯略》
- 包桂芹，《清代蒙古官吏傳》，1994年，北京，民族出版社